# Discografie van Muse
Dit is de discografie van Muse, een Britse rockband uit Teignmouth.

## Albums

### Studioalbums
| Jaar | Album                                                                                     | Hoogste notering | Hoogste notering | Hoogste notering | Hoogste notering    | Hoogste notering |
| Jaar | Album                                                                                     | Nederland        | Vlaanderen       | Wallonië         | Verenigd Koninkrijk | Verenigde Staten |
| ---- | ----------------------------------------------------------------------------------------- | ---------------- | ---------------- | ---------------- | ------------------- | ---------------- |
| 1999 | Showbiz - Uitgebracht op: 4 oktober 1999 - Platenlabel: Mushroom                          | 53               | 29               | 41               | 29                  | —                |
| 2001 | Origin of Symmetry - Uitgebracht op: 17 juli 2001 - Platenlabel: Mushroom                 | 19               | 9                | 2                | 3                   | 161              |
| 2003 | Absolution - Uitgebracht op: 22 september 2003 - Platenlabel: East West                   | 2                | 7                | 2                | 1                   | 107              |
| 2006 | Black Holes and Revelations - Uitgebracht op: 3 juli 2006 - Platenlabel: Helium 3         | 2                | 1                | 2                | 1                   | 9                |
| 2009 | The Resistance - Uitgebracht op: 14 september 2009 - Platenlabel: Helium 3                | 1                | 1                | 1                | 1                   | 3                |
| 2012 | The 2nd Law - Uitgebracht op: 1 oktober 2012 - Platenlabel: Helium 3                      | 1                | 1                | 1                | 1                   | 2                |
| 2015 | Drones - Uitgebracht op: 5 juni 2015 - Platenlabel: Warner Bros. Records                  | 1                | 2                | 1                | 1                   | 1                |
| 2018 | Simulation Theory - Uitgebracht op: 9 november 2018 - Platenlabel: Warner Bros. Records   | 1                | 2                | 1                | 1                   | 12               |
| 2022 | Will of the People - Uitgebracht op: 26 augustus 2022 - Platenlabel: Warner Bros. Records | 2                | 2                | 1*               | 1                   | 15               |

### Livealbums
| Jaar | Album                                                                                  | Hoogste notering | Hoogste notering | Hoogste notering | Hoogste notering    | Hoogste notering |
| Jaar | Album                                                                                  | Nederland        | Vlaanderen       | Wallonië         | Verenigd Koninkrijk | Verenigde Staten |
| ---- | -------------------------------------------------------------------------------------- | ---------------- | ---------------- | ---------------- | ------------------- | ---------------- |
| 2008 | HAARP - Uitgebracht op: 17 maart 2008 - Platenlabel: Helium 3                          | 4                | 3                | 4                | 2                   | 46               |
| 2013 | Live at Rome Olympic Stadium - Uitgebracht op: 2 december 2013 - Platenlabel: Helium 3 | 7                | 12               | 9                | 36                  | 115              |

### Compilaties
| Jaar | Album                                                                        | Hoogste notering | Hoogste notering | Hoogste notering | Hoogste notering    | Hoogste notering |
| Jaar | Album                                                                        | Nederland        | Vlaanderen       | Wallonië         | Verenigd Koninkrijk | Verenigde Staten |
| ---- | ---------------------------------------------------------------------------- | ---------------- | ---------------- | ---------------- | ------------------- | ---------------- |
| 2002 | Hullabaloo Soundtrack - Uitgebracht op: 30 juni 2002 - Platenlabel: Mushroom | 23               | 28               | 6                | 10                  | —                |

### Boxsets
| Jaar | Album                                                                                     | Hoogste notering | Hoogste notering | Hoogste notering | Hoogste notering    | Hoogste notering |
| Jaar | Album                                                                                     | Nederland        | Vlaanderen       | Wallonië         | Verenigd Koninkrijk | Verenigde Staten |
| ---- | ----------------------------------------------------------------------------------------- | ---------------- | ---------------- | ---------------- | ------------------- | ---------------- |
| 2019 | Origin of Muse - Uitgebracht op: 6 december 2019 - Platenlabel: Helium 3 & Warner Records | 58               | 121              | 68               | —                   | —                |

### Extended plays
| Jaar | Album                                                                       |
| ---- | --------------------------------------------------------------------------- |
| 1998 | Muse - Uitgebracht op: 11 mei 1998 - Platenlabel: Dangerous                 |
| 1999 | Muscle Museum EP - Uitgebracht op: 11 januari 1999 - Platenlabel: Dangerous |
| 2000 | Random 1-8 - Uitgebracht op: 4 oktober 2000 - Platenlabel: Avex Trax        |

## Singles
| Jaar | Nummer                                   | Hoogste notering   | Hoogste notering           | Hoogste notering | Hoogste notering | Hoogste notering    | Hoogste notering | Album                                   |
| Jaar | Nummer                                   | Nederland (Top 40) | Nederland (Single Top 100) | Vlaanderen       | Wallonië         | Verenigd Koninkrijk | Verenigde Staten | Album                                   |
| ---- | ---------------------------------------- | ------------------ | -------------------------- | ---------------- | ---------------- | ------------------- | ---------------- | --------------------------------------- |
| 1999 | Uno                                      | —                  | —                          | —                | —                | 73                  | —                | Showbiz                                 |
| 1999 | Cave                                     | —                  | —                          | —                | —                | 52                  | —                | Showbiz                                 |
| 1999 | Muscle Museum                            | —                  | 100                        | —                | —                | 25                  | —                | Showbiz                                 |
| 2000 | Sunburn                                  | —                  | —                          | —                | —                | 22                  | —                | Showbiz                                 |
| 2000 | Unintended                               | —                  | 99                         | —                | —                | 20                  | —                | Showbiz                                 |
| 2001 | Plug In Baby                             | —                  | 63                         | —                | —                | 11                  | —                | Origin of Symmetry                      |
| 2001 | New Born                                 | —                  | —                          | —                | —                | 12                  | —                | Origin of Symmetry                      |
| 2001 | Bliss                                    | 40                 | 70                         | —                | —                | 22                  | —                | Origin of Symmetry                      |
| 2001 | Hyper Music/Feeling Good                 | —                  | —                          | —                | —                | 24                  | —                | Origin of Symmetry                      |
| 2002 | Dead Star/In Your World                  | —                  | 69                         | —                | —                | 13                  | —                | Hullabaloo Soundtrack                   |
| 2003 | Stockholm Syndrome                       | —                  | —                          | —                | —                | —                   | —                | Absolution                              |
| 2003 | Time Is Running Out                      | 27                 | 50                         | —                | —                | 8                   | —                | Absolution                              |
| 2003 | Hysteria                                 | —                  | 92                         | —                | —                | 17                  | 118              | Absolution                              |
| 2004 | Sing for Absolution                      | 12                 | 7                          | —                | —                | 16                  | —                | Absolution                              |
| 2004 | Butterflies and Hurricanes               | —                  | 29                         | —                | —                | 14                  | —                | Absolution                              |
| 2006 | Supermassive Black Hole                  | —                  | 39                         | —                | —                | 4                   | —                | Black Holes and Revelations             |
| 2006 | Starlight                                | —                  | 52                         | —                | —                | 13                  | 101              | Black Holes and Revelations             |
| 2006 | Knights of Cydonia                       | —                  | 91                         | —                | —                | 10                  | —                | Black Holes and Revelations             |
| 2007 | Invincible                               | —                  | —                          | —                | —                | 21                  | —                | Black Holes and Revelations             |
| 2007 | Map of the Problematique                 | —                  | —                          | —                | —                | 18                  | —                | Black Holes and Revelations             |
| 2009 | Uprising                                 | 22                 | 22                         | 12               | 6                | 9                   | 37               | The Resistance                          |
| 2009 | Undisclosed Desires                      | —                  | 70                         | 35               | 18               | 49                  | —                | The Resistance                          |
| 2010 | Resistance                               | —                  | —                          | —                | —                | 38                  | 114              | The Resistance                          |
| 2010 | Exogenesis: Symphony                     | —                  | —                          | —                | —                | —                   | —                | The Resistance                          |
| 2010 | Neutron Star Collision (Love Is Forever) | —                  | 25                         | 24               | 3                | 11                  | 77               | The Twilight Saga: Eclipse (Soundtrack) |
| 2012 | Survival                                 | 31                 | 12                         | 13               | 13               | 22                  | —                | The 2nd Law                             |
| 2012 | Madness                                  | 33                 | 43                         | 41               | 10               | 25                  | 45               | The 2nd Law                             |
| 2012 | Follow Me                                | —                  | —                          | 31               | 37               | —                   | —                | The 2nd Law                             |
| 2013 | Supremacy                                | —                  | —                          | —                | —                | 58                  | —                | The 2nd Law                             |
| 2013 | Panic Station                            | —                  | —                          | —                | —                | —                   | —                | The 2nd Law                             |
| 2015 | Psycho                                   | —                  | 58                         | 38               | 10               | 55                  | —                | Drones                                  |
| 2015 | Dead Inside                              | —                  | —                          | 49               | 28               | 71                  | 111              | Drones                                  |
| 2018 | Thought Contagion                        | —                  | —                          | —                | —                | 76                  | —                | Simulation Theory                       |
| 2018 | Something Human                          | —                  | —                          | —                | 48               | —                   | —                | Simulation Theory                       |
| 2018 | Pressure                                 | —                  | —                          | —                | —                | 96                  | —                | Simulation Theory                       |
| 2018 | Algorithm                                | —                  | —                          | —                | —                | 97                  | —                | Simulation Theory                       |
| 2022 | Won't Stand Down                         | —                  | —                          | —                | —                | 56                  | —                | Will of the People                      |

### Promotiesingles
| Jaar | Nummer                   | Hoogste notering in het Verenigd Koninkrijk | Album          |
| ---- | ------------------------ | ------------------------------------------- | -------------- |
| 2004 | Apocalypse Please (live) | —                                           | Geen           |
| 2008 | Feeling Good (live)      | 54                                          | HAARP          |
| 2008 | United States of Eurasia | 200                                         | The Resistance |

## NPO Radio 2 Top 2000
| Nummers met noteringen in de NPO Radio 2 Top 2000 | '09  | '10  | '11 | '12 | '13 | '14 | '15  | '16  | '17  | '18  | '19  | '20  | '21  | '22  | '23  | '24  |
| ------------------------------------------------- | ---- | ---- | --- | --- | --- | --- | ---- | ---- | ---- | ---- | ---- | ---- | ---- | ---- | ---- | ---- |
| Bliss                                             | -    | -    | -   | -   | -   | -   | 379  | 411  | 406  | 434  | 531  | 649  | 640  | 609  | 681  | 643  |
| Feeling Good                                      | -    | -    | -   | -   | -   | -   | -    | -    | 1431 | 1364 | 1470 | 1583 | 1671 | 1718 | 1917 | 1911 |
| Knights of Cydonia                                | -    | -    | 235 | 186 | 128 | 166 | 130  | 135  | 125  | 132  | 117  | 133  | 134  | 125  | 123  | 106  |
| Madness                                           | ×    | ×    | ×   | -   | -   | -   | -    | 829  | 924  | 927  | 1007 | 1233 | 1165 | 1138 | 1284 | 1379 |
| Mercy                                             | ×    | ×    | ×   | ×   | ×   | ×   | 1491 | 909  | 1253 | 1360 | 1422 | 1792 | 1860 | 1863 | -    | -    |
| Plug In Baby                                      | -    | -    | 343 | 298 | 211 | 302 | 267  | 314  | 358  | 421  | 425  | 508  | 513  | 499  | 502  | 537  |
| Psycho                                            | ×    | ×    | ×   | ×   | ×   | ×   | 597  | 185  | 222  | 290  | 264  | 285  | 297  | 288  | 302  | 278  |
| Resistance                                        | ×    | -    | -   | -   | -   | -   | -    | -    | -    | -    | 804  | 1232 | 1177 | 1296 | 1317 | 1422 |
| Sing for Absolution                               | -    | -    | -   | -   | -   | -   | -    | 1435 | 1512 | 1515 | 1572 | 1891 | 1930 | 1873 | 1911 | -    |
| Starlight                                         | -    | -    | 418 | 404 | 273 | 363 | 347  | 423  | 444  | 466  | 478  | 556  | 502  | 519  | 525  | 522  |
| Supermassive Black Hole                           | -    | -    | -   | -   | -   | -   | 377  | 471  | 507  | 442  | 509  | 599  | 519  | 495  | 496  | 448  |
| Time is Running Out                               | -    | -    | -   | -   | -   | -   | -    | 904  | 1066 | 877  | 830  | 1121 | 1125 | 1043 | 1070 | 1239 |
| Undisclosed Desires                               | -    | -    | -   | -   | -   | -   | -    | 879  | 1030 | 960  | 1108 | 1315 | 1273 | 1219 | 1236 | 1433 |
| Unintended                                        | -    | -    | -   | -   | -   | -   | 859  | 1138 | 1079 | 1119 | 1021 | 942  | 861  | 749  | 911  | 958  |
| Uprising                                          | 1726 | 1202 | 255 | 175 | 137 | 159 | 114  | 128  | 96   | 98   | 110  | 93   | 79   | 73   | 73   | 79   |

1. ↑  Een '-' betekent dat het nummer niet was genoteerd, een '×' betekent dat het nummer nog niet was uitgebracht en een vetgedrukt getal geeft de hoogste notering van een nummer aan.
2. ↑  2009 was het eerste jaar met een notering voor Muse.

## Dvd's en video's
| Jaar | Album                                                                                      | Hoogste notering | Hoogste notering | Hoogste notering |
| Jaar | Album                                                                                      | Nederland        | Vlaanderen       | Wallonië         |
| ---- | ------------------------------------------------------------------------------------------ | ---------------- | ---------------- | ---------------- |
| 2002 | Hullabaloo: Live at Le Zenith, Paris - Uitgebracht op: 1 juli 2002 - Platenlabel: Mushroom | 7                | —                | —                |
| 2005 | Absolution Tour - Uitgebracht op: 12 december 2005 - Platenlabel: Warner Music Group       | 20               | —                | —                |
| 2008 | HAARP - Uitgebracht op: 17 maart 2008 - Platenlabel: Helium 3                              | —                | —                | —                |
| 2013 | Live at Rome Olympic Stadium - Uitgebracht op: 2 december 2013 - Platenlabel: Helium 3     | —                | —                | —                |

## Muziekvideo's
Noot: Deze lijst bevat geen Lyric video's.
| Jaar | Nummer                                   | Regisseur(s)                  | Album                          |
| ---- | ---------------------------------------- | ----------------------------- | ------------------------------ |
| 1999 | Uno (eerste versie)                      |                               | Showbiz                        |
| 1999 | Uno (tweede versie)                      | Wolf Gresenz en Bernard Wedig | Showbiz                        |
| 1999 | Uno (derde versie)                       |                               | Showbiz                        |
| 1999 | Muscle Museum                            | Joseph Kahn                   | Showbiz                        |
| 2000 | Sunburn                                  | Nick Gordon                   | Showbiz                        |
| 2000 | Unintended                               | Howard Greenhalgh             | Showbiz                        |
| 2001 | Plug In Baby                             | Howard Greenhalgh             | Origin of Symmetry             |
| 2001 | New Born                                 | David Slade                   | Origin of Symmetry             |
| 2001 | Bliss                                    | David Slade                   | Origin of Symmetry             |
| 2001 | Hyper Music                              | David Slade                   | Origin of Symmetry             |
| 2001 | Feeling Good                             | David Slade                   | Origin of Symmetry             |
| 2002 | Dead Star                                | Thomas Kirk                   | Hullabaloo Soundtrack          |
| 2002 | In Your World                            | Matt Askem                    | Hullabaloo Soundtrack          |
| 2003 | Stockholm Syndrome                       | Thomas Kirk                   | Absolution                     |
| 2003 | Stockholm Syndrome (Amerikaanse versie)  | Patrick Daughters             | Absolution                     |
| 2003 | Time Is Running Out                      | John Hillcoat                 | Absolution                     |
| 2003 | Time Is Running Out (Amerikaanse versie) | Thomas Kirk                   | Absolution                     |
| 2003 | Hysteria                                 | Matt Kirkby                   | Absolution                     |
| 2003 | Hysteria (Amerikaanse versie)            |                               | Absolution                     |
| 2004 | Sing for Absolution                      | ARK VFX                       | Absolution                     |
| 2004 | Apocalypse Please                        | Thomas Kirk                   | Absolution                     |
| 2004 | Butterflies and Hurricanes               | Thomas Kirk                   | Absolution                     |
| 2006 | Supermassive Black Hole                  | Floria Sigismondi             | Black Holes and Revelations    |
| 2006 | Supermassive Black Hole (alternatief)    | Thomas Kirk                   | Black Holes and Revelations    |
| 2006 | Knights of Cydonia                       | Joseph Kahn                   | Black Holes and Revelations    |
| 2006 | Starlight                                | Paul Minor                    | Black Holes and Revelations    |
| 2007 | Invincible                               | Jonnie Ross                   | Black Holes and Revelations    |
| 2009 | Uprising                                 | Hydra                         | The Resistance                 |
| 2009 | Undisclosed Desires                      | Jonas et François             | The Resistance                 |
| 2010 | Resistance                               | Wayne Isham                   | The Resistance                 |
| 2010 | Neutron Star Collision (Love Is Forever) | Anthony Mandler               | The Twilight Saga: Eclipse OST |
| 2010 | MK Ultra                                 | MTV Exit                      | The Resistance                 |
| 2012 | Survival                                 | IOC Media                     | The 2nd Law                    |
| 2012 | The 2nd Law: Unsustainable               | Thomas Kirk                   | The 2nd Law                    |
| 2012 | Madness                                  | Anthony Mandler               | The 2nd Law                    |
| 2012 | The 2nd Law: Isolated System             | Thomas Kirk                   | The 2nd Law                    |
| 2012 | Follow Me                                | Thomas Kirk                   | The 2nd Law                    |
| 2013 | Supremacy                                | Terry Hall                    | The 2nd Law                    |
| 2013 | Animals                                  | Inês Freitas & Miguel Mendes  | The 2nd Law                    |
| 2013 | Panic Station                            | Thomas Kirk                   | The 2nd Law                    |
| 2017 | Dig Down                                 | Lance Drake                   | Simulation Theory              |
| 2018 | Thought Contagion                        | Lance Drake                   | Simulation Theory              |
| 2018 | Something Human                          | Lance Drake                   | Simulation Theory              |
| 2018 | The Dark Side                            | Lance Drake                   | Simulation Theory              |
| 2018 | Pressure                                 | Lance Drake                   | Simulation Theory              |
| 2018 | Algorithm                                | Lance Drake & Tom Teller      | Simulation Theory              |
| 2018 | Break It To Me                           | Lance Drake                   | Simulation Theory              |
| 2018 | Blockades                                | Lance Drake                   | Simulation Theory              |
| 2022 | Won't Stand Down                         | Jared Hogan                   | Will of the People             |

## Gastoptredens
| Jaar | Nummer                                   | Bijzonderheden                                                                                      |
| ---- | ---------------------------------------- | --------------------------------------------------------------------------------------------------- |
| 1997 | Balloonatic (ook wel Twin genoemd)       | Verscheen op een compilatiealbum van Lockjaw Records, getiteld Helping You Back to Work - Volume 1. |
| 2001 | New Born (remix door Paul Oakenfold)     | Verscheen op Swordfish: The Album.                                                                  |
| 2002 | House of the Rising Sun                  | Verscheen op het album NME In Association With War Child Presents 1 Love.                           |
| 2007 | Man of Mystery                           | Verscheen op The Supermassive Selection.                                                            |
| 2008 | Knights of Cydonia                       | Verscheen op The Very Best of Later... Live With Jools Holland.                                     |
| 2008 | Knights of Cydonia                       | Verscheen op The Green Owl Comp: A Benefit for the Energy Action Coalition.                         |
| 2008 | Supermassive Black Hole                  | Verscheen op Twilight: Original Motion Picture Soundtrack.                                          |
| 2009 | I Belong to You (Remix voor New Moon)    | Verscheen op The Twilight Saga: New Moon: Original Motion Picture Soundtrack.                       |
| 2010 | Neutron Star Collision (Love Is Forever) | Verscheen op The Twilight Saga: Eclipse: Original Motion Picture Soundtrack.                        |